# 赤羽智行
赤羽 智行（あかばね ともゆき、1976年6月4日 - ）は、千葉県我孫子市出身のレーシングドライバー。

## プロフィール
- 身長 172cm
- 血液型 Rh+O型
- アイルトン・セナ (Ayrton Senna)のドライビングに感銘を受け、影響されたレーサーの一人。
- 海外のニックネームは「トモ」「トム」と呼ばれていた。
- 1998年フランスF3参戦。同年5月16~17日に行われた第4戦ディジョンではポールポジション獲得 。
- 1999年～2000年に国際F3000（のちのユーロF3000)にも参戦経験あり。現在のGP2にあたる。2000年にイモラ・サーキットのレースを最後に、F3000からは引退している。
- テレビドラマや漫画、ゲームのキャラクターになったともされている。
- 現在は趣味で走行会に参加したりしているという噂。ラリードライバー（ラリースト）を目指しているらしいという噂。
- ツーリング クラブTeam R projectという団体の会長をしている。
- 2005年11月27日の事故により愛車のRX-7は廃車になっている。
- 最近は友人の影響もありピュアオーディオにも凝っている。

## 愛車歴
- BMW・7シリーズ
- アルピナ（6シリーズ）
- マツダ・RX-7（FD3S)
- オペル アストラ カブリオレ
- メルセデス・ベンツ・SLKクラス
- ホンダ・シビックタイプR（EK9)
- ポルシェ・911(996)
- 三菱・ランサーエボリューションIII
- 三菱・ランサーエボリューションVI
- ホンダ・NSX